# ملک‌لی، زرداب
ملک‌لی (به ترکی آذربایجانی: Məlikli) یک منطقه مسکونی در جمهوری آذربایجان است که در شهرستان زرداب واقع شده است. ملک‌لی ۱۷۴۵ نفر جمعیت دارد.

## دین
در مسجد جامع ملک‌لی یک هیئت مذهبی وجود دارد.